# Natasha Udovenko
Natasha Udovenko (en ucraniano: Наташа Удовенко), también conocida como Lilit A y Ariel (Ucrania, 16 de octubre de 1994) es una modelo de moda y desnudos.

## Carrera
Comenzó su carrera como modelo en Ucrania. Ha participado en diversas publicaciones de moda en Europa, como las revistas Elegant Magazine y The Imaginarium.
A partir del año 2014 hace su debut como modelo erotica en páginas web como Met Art (donde figuraba el 2016 entre las 10 modelos de mayor ranking), Eternaldesire y Yonitale Para la empresa Yonitale, crea el personaje Ariel, con una biografía ficticia.
En abril de 2019, fue Playmate de Mes en Playboy Portugal y apareció en Playboy México, fotografiada por Ana Dias.

## Reconocimientos y nominaciones
| Año  | Reconocimiento | Categoría                     | Resultado            |
| ---- | -------------- | ----------------------------- | -------------------- |
| 2016 | Met Art        | Top Viewed Models of The Year | #9 (de 3202 modelos) |